# Femeia din vitrină
Femeia din vitrină (titlu original: engleză The Woman in the Window) este un film american de gen film noir. El a fost produs în anul 1944 sub regia lui Fritz Lang, fiind o transpunere pe ecran a romanului Once Off Guard scris de  J. H. Wallis.

## Acțiune

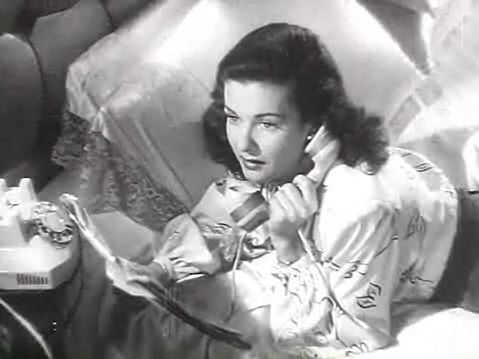

Richard Wanley este un profesor de psihologie criminalistică renumit. La o expoziție de artă profesorul se îndrăgostește de femeia din vitrină - o pictură a expoziției. Printr-o întâmplare el o cunoaște pe Alice Reed care a servit de fapt ca model pentru acest tablou. Profesorul devine amantul tinerei femei, dar el va fi surprins de politicianul gelos Claude Mazard pe care profesorul, în apărare legitimă, îl ucide. La ascunderea cadavrului, Wanley comite mai multe greșeli. 
De investigarea cazului se ocupă un prieten de-al profesorului, între timp profesorul este șantajat de un martor care a adunat dovezi compromițătoare. 
Deznodământul filmului dezvăluie că totul a fost visat de profesor și care se trezește din coșmar.

## Distribuție
- Edward G. Robinson: Prof. Richard Wanley
- Joan Bennett: Alice Reed
- Raymond Massey: Procuror Frank Lalor
- Edmund Breon: Dr. Michael Barkstane
- Dan Duryea: Heidt
- Thomas E. Jackson: Inspector Jackson

## Legături externe
- Femeia din vitrină la Internet Movie Database